# Cut the World
 (octobre 2017).
Si vous disposez d'ouvrages ou d'articles de référence ou si vous connaissez des sites web de qualité traitant du thème abordé ici, merci de compléter l'article en donnant les références utiles à sa vérifiabilité et en les liant à la section « Notes et références ».
Albums de Antony and the Johnsons
Swanlights
(2010) Del suo veloce volo
(2013)
Cut the World est un album live du groupe de folk psychédélique britannique Antony and the Johnsons, sorti en 6 août 2012 sur les labels Rough Trade au Royaume-Uni et Secretly Canadian aux États-Unis.

## Présentation
L'album est enregistré live lors des deux concerts à la salle symphonique de Copenhague, les 2 et 3 septembre 2011. Le groupe y est accompagné de l'orchestre national du Danemark (en).
Cut the world pourrait être considéré comme le premier best-of du groupe puisqu'on y retrouve les versions symphoniques et réorchestrées de leurs titres les plus connus tels que You Are My Sister, I Fell in Love With a Dead Boy ou Another World.
Les arrangements sont réalisés par Nico Muhly, Rob Moose, Maxim Moston et Antony Hegarty (leader du groupe Antony and the Johnsons).
La piste titre Cut the World est une nouvelle chanson d'Antony réalisée pour la pièce The Life and Death de Marina Abramovic dirigée par Robert Wilson et mettant en scène Antony, Marina Abramovic et Willem Dafoe.
Future Feminism est un morceau « spoken word » où Antony « évoque ses idées dans un discours qu'il a prononcé lors d'une des deux représentations. S'adressant aux effets du patriarcat sur l'écologie mondiale, Antony explore la possibilité de passer aux systèmes féminins de gouvernance dans un geste pour restaurer notre monde ».
Cut the world a une réception critique largement positive. Grâce aux commentaires recueillis à partir de publications traditionnelles et spécialisées et colléctées par Metacritic, site d'agrégat d'évaluation populaire qui attribue une note normalisée de 100, l'album obtient un score moyen d'approbation globale de 82, basée sur 31 avis tous favorables, le plaçant dans la section « acclamation universelle ».

## Liste des titres
Toutes les chansons sont écrites et composées par Anohni.
| 1.    | Cut the World                  | Titre inédit                        | 4:19 |
| 2.    | Future Feminism                | Titre inédit                        | 7:36 |
| 3.    | Cripple and the Starfish       | Antony and the Johnsons             | 5:33 |
| 4.    | You Are My Sister              | I Am a Bird Now                     | 4:21 |
| 5.    | Swanlights                     | Swanlights                          | 7:18 |
| 6.    | Epilepsy Is Dancing            | The Crying Light                    | 2:57 |
| 7.    | Another World                  | The Crying Light                    | 5:26 |
| 8.    | Kiss My Name                   | The Crying Light                    | 4:08 |
| 9.    | I Fell in Love With a Dead Boy | I Fell in Love with a Dead Boy (EP) | 4:52 |
| 10.   | Rapture                        | Antony and the Johnsons             | 4:47 |
| 11.   | The Crying Light               | The Crying Light                    | 3:21 |
| 12.   | Twilight                       | Antony and the Johnsons             | 6:09 |
| 60:48 |                                |                                     |      |

## Crédits
| - Antony Hegarty : chant - Thomas "Doveman" Bartlett : piano Membres additionnels - Orchestre : The Danish National Chamber Orchestra - Direction : Rob Moose - Premier violon : Erik Heide | - Production : Karl Bjerre Skibsted - Arrangements : Antony, Maxim Moston, Nico Muhly, Rob Moose - Ingénierie, enregistrement, mixage : Ossian Ryner - Mastering : Greg Calbi - Technicien (enregistrement) : Jens Langkilde - Direction artistique : Robert Wilson (titre 1) - Management (administration) : Shaun MacDonald (2) - Management (Directeur artistique de l'orchestre) : Tatjana Kandel - Photographie : Inez van Lamsweerde et Vinoodh Matadin |